# Crtanje u pijesku
Crtanje u pijesku je jedinstvena umjetnička tradicija u Vanuatu koja ukjučuje crtanje geometrijskih figura izravno na tlo od pijeska, vulkanskog pepela ili gline s jednim ili dva prsta. Od drugih vrsta crtanja na tlu se razlikuje po tome što se uzorak sastoji od jedne neprekinute linije. Crtež je često simetričan, a linija koja je neprekinuta se crta bez podizanja prsta s tla. Crteže u pijesku UNESCO je 2003. godine prepoznao kao remek-djela usmene i nematerijalne baštine čovječanstva.
Ova tradicija se razvila zbog potrebe za komuniciranjem između osamdesetak različitih jezičnih skupina koje žive na središnjim i sjevernim otocima države Vanuatu.

## Vanjske poveznice
- (en) Objašnjenje crtanja u pijesku  Arhivirana inačica izvorne stranice od 26. ožujka 2009. (Wayback Machine)